# 黑石咀水库
黑石咀水库是中国湖北省黄冈市麻城市境内的一座水库，位于白果河上游支流上，建于1970年。水库正常库容为600万立方米，集雨面积为17平方千米，海拔为98.3米。